# Presser Gábor
Presser Gábor (Budapest, 1948. május 27. –) Kossuth- és Erkel Ferenc-díjas magyar előadóművész, zeneszerző, zongorista és énekes, érdemes művész. A legjelentősebb magyar zenekarok között számon tartott egykori Omega és Locomotiv GT együttes meghatározó tagja, a Vígszínház zenei vezetője, a magyar könnyűzene egyik legkiemelkedőbb személyisége.

## Életrajza

### Gyermekkora
Presser Géza (1901–1971) és Uhrman Elvira (1910–2004) gyermekeként született. Édesapja baromfi-kereskedőként dolgozott a Klauzál téri Nagycsarnokban, iskola után fia is járt ki hozzá segíteni. Presser Gábor négyévesen kezdett el zongorázni, Antal Imre zongoraművész az általános iskolai évek alatt tanította. A Kertész utcai általános iskolát követően a Bartók Béla Zeneművészeti Szakközépiskolába járt, miközben a Kapás utcai tánciskolában 14 forintos órabérért zongorázott. 
Tizenéves korában kezdett foglalkozni a zeneszerzéssel. A család a Dob utca 46/b szám alatt lakott az első emeleten, felettük, a másodikon pedig Seress Rezső zeneszerző és zongorista. Tizenéves korában Presser néha felment Seresshez beszélgetni, aki lemezeket és kottákat is mutatott neki. Seress mindennap kettőtől hatig hallgatta a Szomorú vasárnap különböző feldolgozásait, ami a környező lakásokba is áthallatszott, Presser ezt örökítette meg később a Plafon-dalban, melynek Parti Nagy Lajos írta a szövegét.

### Omega (1967–1971)
A zeneművészeti középiskolásként csak a komolyzene iránt érdeklődő Pressert évfolyamtársa, Mihály Tamás vonta bele az alakuló könnyűzenei életbe, amikor magával vitte a Scampolo együttes koncertjeire, ahol alkalmanként Mihály zenélt. 1967-től kezdve az Omega első saját dalainak zenéjét írta, addig ugyanis az együttes külföldi slágerek feldolgozásait játszotta. Nyáron bevették zenészként is, egy szokatlan felállással kísérletezve: szólógitár nélkül, két billentyűssel. A próbálkozás azonban nem aratott nagy sikert, így Presser helyére Molnár György gitáros került. 
Pressert 1968-ban, nem sokkal az angliai turné előtt hívták vissza az együttesbe. Több kislemez után ő lett az első három Omega-album első számú zeneszerzője. Legismertebb dalai ebből az időszakból: Trombitás Frédi, Ha én szél lehetnék, Petróleumlámpa, Tízezer lépés, Az 1958-as boogie-woogie klubban, Régi csibészek, Ballada a fegyverkovács fiáról, Az éjszakai országúton, és talán a leghíresebb: a Gyöngyhajú lány (ezt többek közt a Scorpions is feldolgozta White Dove címmel, és Kanye West is felhasználta a New Slaves című dalában).
Presser a kilépése után először 1980-ban, az Omega–LGT–Beatrice-turnén szerepelt együtt ismét régi együttesével (a nosztalgia-blokkban), a fináléban pedig az LGT és az Omega együtt játszotta a Gyöngyhajú lányt. Ugyancsak vendégszerepelt 1987-ben a Kisstadionban (25 éves jubileum) valamint a Népstadionban 1994-ben és 1999-ben. Az 1995-ös Trans and Dance című Omega-album készítésében két dal szerzőjeként és vendégbillentyűsként vett részt.

### Locomotiv GT (1971–1984)
1971 januárjában új zenekar kezdett szerveződni, áprilisban hivatalosan is megalakult a Locomotiv GT, röviden LGT. A zenekar neve a mozdony erejére és munkabírására, valamint a versenyautók (Gran Turismo) gyorsaságára utal. A zenekar alapító tagjai: Presser Gábor (billentyű), Frenreisz Károly (basszusgitár), Barta Tamás (gitár), Laux József (dob). Az LGT volt az első magyar supergroup. 

Amikor még volt vonaljegy és átszálló is, amikor Che Guevara volt a sztár, amikor a Riviera környéki egyetemekhez vezető utcák falán még ott volt a felirat, és a lázadó francia diákság az esténként megvilágított pálmafák alatt kicsiny robogókon és virágmintás Citroën CV2-ben ülve várta a forradalom újraindítását, amikor Yoko és Linda már szétzilálta a Beatlest, amikor a blues éppen nem nagyon kellett, amikor Berger kopaszon Vietnamba indult, és a csökkenően optimista budapesti napfényben kék nyakkendős kísdobosok siettek az évzáróra a kétütemű autók édes bűzében, és nem is tudták, hogy 1 ezüst nyár közeledik, akkor a VII. kerületi Dob utca 46/b bauxitbeton pincéjében 1 zenekar próbált, és nem is olyan sokára játszani kezdett, és lemezének hátulján 1 kis fehér mozdony békésen ázott az akváriumban, és úgy hívták, hogy Locomotiv GT.
A kis mozdony egyre több vizet zavart, mert az akváriumból kibújva állandóan a szabad levegőn akart pöfögni.
1971. augusztus 7-én a New Musical Express egyszer csak azt írta: „THE NEXT ROCK SENSATION COULD COME FROM THE EAST!”
Frenreisz 1973 elején válik ki a zenekarból, helyére Somló Tamás kerül. 1974-ben Barta Tamás Amerikában marad, az új gitáros Karácsony János lesz. 1976-ban Laux sem jön vissza Amerikából, rövid ideig helyettes dobosokkal játszanak, majd 1977 februárjában kerül a csapatba Solti János.
Presser a 70-es években a hazai zenei élet kulcsszereplője lett, az LGT dalainak nagy részét ő írta, egyedül és társszerzőként egyaránt. Legismertebb szerzeményei: Ringasd el magad (1973), Kék asszony (1973), Szólj rám, ha hangosan énekelek (1975, ezt eredetileg Kovács Kati vette fel), Neked írom a dalt (1975), Egy elfelejtett szó (1975), A Kicsi, a Nagy, az Arthur és az Indián (1976); A rádió (1977), Jóbarátok vagyunk (1977), Nem adom fel (1978), Boksz (1980), Éjszakai vonatozás (1984).
Idővel a színházi életbe is bekapcsolódott. A Vígszínház 1973-ban mutatta be első musicaljét, Déry Tibor Képzelt riport egy amerikai popfesztiválról című kisregényének zenés adaptációját. Ezután Presser a Vígszínház több zenés darabjának (Harmincéves vagyok, Jó estét nyár, jó estét szerelem) is zeneszerzője volt. 1978 óta a Vígszínház zenei vezetője, ahol a 2000-es évek elején önálló dalesttel (Dalok a színházból) is jelentkezett.
1982-ben jelent meg első szólólemeze, az Electromantic, mely eredetileg A próba című balett elektronikus hangszerekkel készített zenéje. Legismertebb darabja, a La Baletta No. 2. később az angol BBC televízió híradójának szignáljaként is szolgált, és a Budapesti Regionális Híradó főcímdala is volt. 
Az 1970-es évektől kezdve több magyar előadónak írt dalokat, zenét (többek között Zalatnay Saroltának, Demjén Ferencnek, Kern Andrásnak, Vikidál Gyulának). 1973 és 1976 között Kovács Kati, majd 1977 óta Zorán albumainak állandó szerzője, később több dalt írt Katona Klárinak és Révész Sándornak is.
Az LGT 1984 után ugyan nem jelentkezett albummal, de az elkövetkező néhány évben még koncerteket adnak itthon és külföldön is. Presser közben újabb színházi produkcióba kezdett, ennek sikeres eredménye az 1988-ban bemutatott A padlás. 
Az Amadinda Ütőegyüttes a Drum Street Blues című darab megírására 1989-ben kérte fel, melyet még az évben bemutatnak a Zeneakadémián. Azóta is sokat zenélnek együtt, mára már hagyomány a szilveszteri közös koncertjük.
1992 májusában bejátszóturné, majd három LGT-búcsúkoncert a Nyugati pályaudvaron. Júniusban megjelenik a búcsúkoncertekről készült dupla nagylemez. Decemberre kapható az LGT Nagy Képes Kottás Emlékkönyve is. 

1994-ben jelent meg az első „igazi” Presser-album, a Csak dalok, amit 1996-ban a Kis történetek követett. 
Presser 1995-ben kilenc estét játszik a zsúfolásig megtelt Vígszínházban, aztán nem ad koncertet egészen 2001-ig. Akkor viszont ötvenet. A Dalok régről és nemrégről című „zenekaros” koncertsorozatból CD és DVD is készült.
Bár az LGT feloszlott, 1997-ben mégis új albummal jelentkeztek, a 424 – Mozdonyoperával, és bemutatják a Volt 1x1 zenekar című dokumentumfilmet. Novemberben 50mló koncert a Körcsarnokban, ahol újra együtt a színpadon az LGT. 
1998-ban jelenik meg a BMG Ariola gondozásában-szerkesztésében a Presser Gábor zeneszerzői pályafutásának dalait tartalmazó, A zeneszerző című válogatáslemez, és ezt 1–1 újabb követi kétévente. A sorozat legutolsó CD-jén Presser olyan dalai hallhatók, amelyeknek nem csupán a zenéjét, hanem szövegét is maga írta. 
1999-ben a Felvonulási téren óriási, több tízezres ingyenes koncertet ad az LGT. 
2000 novemberére elkészült az Angyalok és emberek című Presser-CD is, a legutolsó BMG/Sony-szólólemeze t12enkettő címmel, tizenkét új dallal pedig 2006 novemberében jelent meg.
A következő (a legutolsó) LGT album, A fiúk a kocsmába mentek 2002-ben készült el. Szintén 2002-ben, az Óbudai-szigeten hetvenezer emberrel egész napos LGT-fesztivált is tartottak. Öt év szünet után, 2007. augusztus 7-én a 15. Sziget Fesztivál nyitózenekaraként léptek fel. 2013. február 15-ére a Locomotív GT egy Aréna-koncertet hirdetett meg, amelyet végül a hatalmas érdeklődés miatt kibővítettek még két koncertnappal és egy főpróbával. Fél évvel a téli 4 teltházas buli után 2013. augusztus 18-án, Alsóörsön, szabadtéren állt színpadra utoljára az LGT.
2003 végén a UNICEF Magyar Bizottság Halász Juditot és Presser Gábort jószolgálati nagykövetté nevezte ki. Feladatuk a gyermekek ügyének képviselete, az UNICEF és a világ gyermekeinek magyarországi képviselete. Megbízatásuk három évre szólt, szolgálataikért jelképes 100 Forint javadalmazásban részesültek. 
2005-re a Budapesti Bábszínház felkérésére készül el Varró Dániel verses meséjéből a Túl a Maszat-hegyen, melyet 2010-re új dalokkal a nagyszínpadi változat követ.
Presser 2004 és 2010 között a TV2 zenei tehetségkutató műsora, a Megasztár zsűrijének volt a tagja, kivéve a negyedik szériában. 2008 augusztusában az ő kezdeményezése nyomán indult útjára a Magyar Dal Napja.
2009. január 24-én 1 koncert címmel telt házas koncertet adott a budapesti Papp László Sportarénában. Ennek apropóját az adta, hogy rockzenészi pályafutása 40 éve kezdődött, és azóta még nem lépett fel ekkora helyen. A vendégek között volt Mihály Tamás, az Omega basszusgitárosa, Falusi Mariann, Novák Péter és Rúzsa Magdi. A koncerten saját maga által írt, de eredetileg mások által előadott dalokat is játszott. Ebből a több mint 3 órás koncertből 1 CD jelent meg, 1 óra az 1 koncert-ből címmel. 
2011-ben a LoCoVox kiadásában megjelent a Presser Gábor – Parti Nagy Lajos: Rutinglitang (Egy zenemasiniszta) című cédékönyv/könyvcédé, ami a zeneszerző 36 (!) újonnan komponált dalát és két feldolgozását (Pancsoló kislány, Szomorú vasárnap) tartalmazza. Presser két évet dolgozott Parti Nagy Lajos verseivel, a Szódalovaglás, az Esti kréta és a Grafitnesz című kötetekből maga válogatta a 74 perces CD szöveganyagát.
Presser Gábort 2014-ben egy akkor 45 éves dallal Grammy-díjra jelölték. A legjobb rapdal kategóriában Kanye West New Slaves című száma is versenyben volt a Grammy-díjért, és a rapper ennek a dalnak az utolsó másfél percében használta fel hangmintaként az 1969-es Gyöngyhajú lányt.
2015 januárjában a LoCoVoX kiadásában megjelent Presser Gábor „szobalemeze” a Szerenád helyett, ami megjelenésekor vezette az iTunes sikerlistáját. 
2017-től évente jelenik meg egy-egy Presser-album előbb Falusi Mariann-nak (13 dalunk) majd Oláh Ibolyának (Voltam Ibojka) és Rúzsa Magdolnának (Lélekcirkusz). 

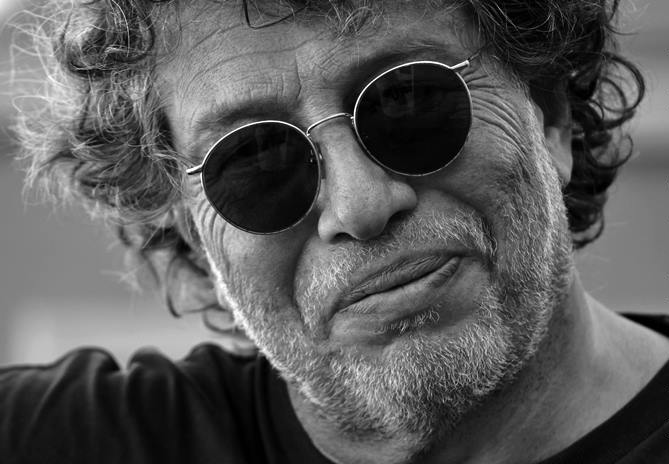
Stekovics Gáspár felvétele

A 2018-as Aréna-koncertek előtt Dalok a szívről címmel jelenik meg válogatásalbum Presser-dalokból, majd októberben 70+ fellépő kíséretében két, teltházas koncertet ad az Arénában.
Presser YouTube-csatornáján jelentette meg 2020 áprilisában az egyszemélyes hangjátékát, amit Esterházy Péter és Szüts Miklós festőművész közös könyvéből, A bűnös című regényből készített.
Májusban három teltházas BKK-koncertjét kellett lefújni a pandémia miatt.
2020 novemberének közepén jelent meg önéletrajzi könyvének első része.
2025 júliusában aláírásával támogatta a KneeCap nevű ír hiphoptrió Sziget Fesztiválon való fellépésének betiltását a trió palesztinpárti megnyilvánulásai miatt.

## Művei
Szeretek filmzenét, színházi kísérőzenét írni, de balettet is, … de a dalírástól sehogy sem lehet engem eltéríteni, a végén mindig oda lyukadok ki. Én magamat csak egy zeneszerzőnek tartom, aki néha elénekli a dalait, … néha szöveget is írok.
A fenti idézet szellemében készült el Presser Gábor szerzeményeinek listája, ahol elsősorban zeneszerzői tevékenységének eredménye látható.
Számtalan előadónak írt dalokat, pályafutása elején leginkább az Omega számára, majd természetesen „saját” együttesének, a Locomotiv GT-nek. Zorán szinte összes, Kovács Katinak pedig négy albuma is az ő műve, de nevéhez fűződik Katona Klári legsikeresebb időszaka is. Nem hagyható ki művei közül több népszerű színházi mű, filmzene, mesejáték sem. A Szántó Erika által rendezett és 1989-ben Európa-díjjal kitüntetett alkotásának, a Gaudiopolisnak a zenéje is az ő alkotása.
A Presser Gábor szerzeményeinek időrendi listája oldalon Presser Gábor művei automatikus sorszámozással ellátva szerepelnek.

### Diszkográfia
Szólóalbumok
- Electromantic (1982)
- Electromantic – Extra változat 1982, 1987–1989 (1993)
- Csak dalok (1994)
- Kis történetek (1996)
- Angyalok és emberek (2000)
- Dalok régről és nemrégről – Koncert 2001 (2003)
- T12enkettő (2006)
- 1 óra az 1 koncertből (2009)
- Rutinglitang (Egy zenemasiniszta); Parti Nagy Lajos verseire (2011)
- Szerenád helyett (2015)
- 13 dalunk (Falusi Mariann-nal) (2017)

## Díjak, kitüntetések
- Popmeccs – Év zeneszerzője (1976, 1977)
- Erkel Ferenc-díj (1977)
- Popmeccs – Év billentyűse (1978, 1980)
- eMeRTon-díj (1986, 1990, 1994, 2000)
- Érdemes művész (1990)
- A Magyar Köztársasági Érdemrend tisztikeresztje (1994)
- Huszka Jenő-díj (1996)
- Arany Zsiráf Életmű-díj (1998)
- Huszka Jenő Életműdíj (1999)
- Artisjus-díj – Az év könnyűzenei produkciója (1999)
- Kossuth-díj (2003)
- Prima Primissima díj (2004)
- Gundel művészeti díj (2004)
- Pro Urbe Budapest-díj (2009)
- Budapest XIII. kerület díszpolgára (2010)
- Radnóti Miklós antirasszista díj (2011)
- Story Ötcsillag-díj (megosztva az LGT tagjaival) – Az év zenei produkciója (2014)
- Emberi Hang életműdíj (2018)
- Erzsébetváros díszpolgára (2019)[16]
- Budapest II. kerület díszpolgára (2021)[17]
- Roboz Imre-díj (2023)[18]
- Budapest díszpolgára (2023)[19]

## Jelentősebb zenész- és szerzőtársai
- Adamis Anna (szövegíró 1967–76, Omega, LGT)
- Amadinda
- Barta Tamás (LGT)
- Benkő László (Omega)
- Borlai Gergő
- Deák Bill Gyula
- Demjén Ferenc
- Dés László
- Frenreisz Károly (LGT)
- Holló Aurél
- Horváth Kornél
- Karácsony János (LGT)
- Katona Klári
- Kern András
- Kóbor János (Omega)
- Komár László
- Kovács Kati (több lemez is, Kovács Kati és a Locomotiv GT)
- Laux József (Omega, LGT)
- Mihály Tamás (Omega)
- Molnár György (Omega)
- Oláh Ibolya
- Parti Nagy Lajos
- Révész Sándor
- Rúzsa Magdolna
- Sipeki Zoltán
- Solti János (LGT)
- Somló Tamás (Omega, LGT)
- Sztevanovity Dusán (szövegíró 1977–, LGT)
- Sztevanovity Zorán
- Vikidál Gyula
- Zalatnay Sarolta

## Könyvek
- Az Amadinda–Presser szilveszteri emlékkönyv +CD; jegyz., kommentárok: Holló Aurél; Unisono Bt., Göd (2016).
- Gréczy Zsolt – Retkes Attila: Presser. Vince Kiadó (2003), ISBN 963932387X.
- Presser Gábor: Presser könyve I., Helikon Kiadó, Budapest (2020).
- Presser Gábor: Presser könyve 2., Helikon Kiadó, Budapest (2021).